# جواهر (مغنية)
جواهر (27 أبريل 1969 -)، مغنية سودانية بدأت مشوارها الفني بسن صغيرة وهي بالابتدائية من خلال المشاركة في الاحتفالات المدرسية انتقلت عام 1995 لمصر وهناك واصلت مشوارها بشكل أقوى وقدمت العديد من الأغاني اشهرها «على الكورنيش».